# Zdeněk Kudělka (malíř)
Zdeněk Kudělka (3. června 1921, Košatka, Stará Ves nad Ondřejnicí, okres Ostrava-město – 2. července 1992, Praha) byl český akademický malíř, ilustrátor knih pro děti, grafik a typograf.
Vystudoval Vysokou školu uměleckoprůmyslovou v Praze a v letech 1951–1984 byl členem výtvarné redakce Státního nakladatelství dětské knihy, resp. nakladatelství Albatros Je autorem řady knižních ilustrací, především knih pro děti a mládež.
Byl otcem výtvarníka Michala Kudělky.

## Z knižních ilustrací

### Česká a slovenská literatura
- Václav Cibula: Hrdinské legendy staré Francie (1963).
- Václav Čtvrtek: Doktor Ludva Faust a jiné povídky (1956).
- František Flos: Statečný rod (1949).
- Josef Kopta: Kolibří povídky (1963).
- František Kožík: Neviditelný (1967).
- Radovan Krátký: Kocourkovské povídačky (1969).
- Zdeněk Mareš: Sehni se pro kámen (1988).
- Teréza Nováková: Jiří Šmatlán (1956).
- Karel Nový: Na rozcestí (1965).
- Jan Pilař: Homérova Ilias (1979).
- Oldřich Šuleř: Modrá štola (1985).
- Jaromír Tomeček: Jenom vteřiny (1962).
- Vojtěch Zamarovský: Aeneas (1981).
- Vojtěch Zamarovský: Sinuhet (1985).

### Světová literatura
- Alphonse Daudet:  Krásná Niverňanka a jiné povídky (1976).
- Arkadij Gajdar: Čuk a Hek (1952).
- Arkadij Gajdar: Daleké kraje (1953).
- Arkadij Gajdar: Timur a jeho parta (1952).
- Arkadij Gajdar: Vojenské tajemství (1952).
- Maxim Gorkij: Matka (1951).
- James Joyce: Kočka a čert (1974).
- Rudyard Kipling: Stopjka a spol. (1971).
- Boleslaw Prus: Sirotčí osud a jiné povídky (1959).